# 1957年ドワイト・D・アイゼンハワー大統領就任式
ドワイト・D・アイゼンハワー大統領の2回目の就任式は、1957年1月20日にホワイトハウスで非公開で行われ、翌21日にアメリカ合衆国議会議事堂イーストポルティコで公開で行われた。いずれの会場もワシントンD.C.にある。
43回目の大統領就任式であり、ドワイト・D・アイゼンハワー大統領とリチャード・ニクソン副大統領の2期目にして最後の4年間の任期が始まった。就任式ではウィリアム・ノーランド上院少数党院内総務の立ち会いで副大統領の就任宣誓が行われた後に、アール・ウォーレン最高裁長官の立ち会いで大統領の就任宣誓が行われた。